# Sotto assedio
Sotto assedio è il primo album del gruppo musicale italiano Cor Veleno, pubblicato nel 1999.
Il lavoro è uscito in vinile e in CD. Quest'ultima versione contiene anche le strumentali delle cinque tracce originali.

## Tracce
1. Dove puoi respirare
2. Sotto assedio (am)
3. 21 Tyson
4. Non calpestare il prato
5. Sotto assedio (pm)
6. Rime e numeri ## feat. Piotta
7. Dove puoi respirare strumentale
8. Sotto assedio strumentale (am)
9. Sotto assedio strumentale (pm)
10. Non calpestare il prato strumentale
11. Rime e numeri ## strumentale